# Shaun Nichols
Pour les articles homonymes, voir Nichols.
Shaun Nichols est professeur au département de  philosophie de l'université d'Arizona. Il obtient son doctorat de philosophie (Ph.D)  de l'université Rutgers en 1992 sous la direction de Stephen Stich (en) et son BA en philosophie à l'université Stanford. Ses premiers travaux portent essentiellement des questions relatives à la théorie de l'esprit. Il devient un contributeur essentiel en philosophie expérimentale et reçoit le prix Stanton de la Society for Philosophy and Psychology en 2005.

## Travaux
Les travaux de Nichols portent sur la philosophie expérimentale, la psychologie morale, l'évolution culturelle, le libre arbitre et le soi.

### Philosophie expérimentale
Dans son travail au sein de la philosophie expérimentale, Nichols pose des questions relatives aux différences interculturelles dans les intuitions sémantiques, le libre arbitre,, l'action intentionnelle,,, la nature du jugement moral,, et un certain nombre d'autres concepts philosophiques essentiels.

### Auteur
- Nichols, S. 2004. Sentimental Rules: On the Natural Foundations of Moral Judgment. New York: Oxford University Press.  (ISBN 978-0-19-516934-8)
- Nichols, S. and Stich, S. 2003. Mindreading: An Integrated Account of Pretense, Self-awareness and Understanding Other Minds. Oxford: Oxford University Press.  (ISBN 978-0-19-823609-2)

### Éditeur
- Knobe, J. & Nichols, S. 2008. Experimental Philosophy. New York: Oxford University Press.  (ISBN 978-0-19-532325-2)
- Nichols, S. 2006. The Architecture of the Imagination: New Essays on Pretense, Possibility, and Fiction. Oxford: Oxford University Press.  (ISBN 978-0-19-927572-4)
- Nadelhoffer, E., Nahmias, E., & Nichols, S. 2012. Moral Psychology: Historical and Contemporary Readings. Malden, MA: John Wiley & Sons

## Source de la traduction
- (en) Cet article est partiellement ou en totalité issu de l’article de Wikipédia en anglais intitulé « Shaun Nichols » (voir la liste des auteurs).